# NGC 761
NGC 761 é uma galáxia espiral barrada (SBa) localizada na direcção da constelação de Triangulum. Possui uma declinação de +33° 22' 35" e uma ascensão recta de 1 horas, 57 minutos e 49,6 segundos.
A galáxia NGC 761 foi descoberta em 11 de Outubro de 1850 por William Parsons.